# Jan Zhořelecký
Jan Zhořelecký (22. června 1370, Praha – 1. března 1396, klášter Neuzelle) byl braniborský markrabě (1373), vévoda zhořelecký (1376) a pán Nové marky (1378) z dynastie Lucemburků.
Jan byl třetí syn císaře Karla IV., jenž se dožil dospělosti (druhý ze svazku s Alžbětou Pomořanskou). Jeho manželkou byla Kateřina, dcera švédského krále Albrechta Meklenburského, se kterou se oženil 10. února 1388 v Praze a s níž měl dceru Elišku. V závěti z roku 1376 Karel IV. Janovi přiřkl Zhořelecko a část Braniborského markrabství.
Za vlády polobratra Václava IV. jej výrazně podporoval v boji proti moravskému markraběti Joštu Lucemburskému a panské jednotě ve snaze o uchopení moci ve státě.

## Osvobození krále
8. května 1394 byl král Václav IV. na cestě z hradu Žebrák do Prahy zajat oddílem panské jednoty. Václav IV. byl uvězněn na Pražském hradě. Jan Zhořelecký odmítl návrh markraběte Jošta, aby se připojil k jeho snaze o převzetí moci a začal nejprve politicky a pak i vojensky usilovat o královo osvobození. V Kutné Hoře, kterou Jan ovládal, zformoval početný vojenský oddíl a s ním vyrazil na pomoc králi ku Praze. Bez větších problémů obsadil Staré i Nové Město, kde jmenoval nového královského podkomořího a dosadil nové konšely.

Erb Jana Zhořeleckého

Markrabě Jošt a členové vzbouřené pražské jednoty však již mezitím opustili Prahu a odvedli i zajatého krále Václava, kterého pak věznili na hradech Příběnice a Krumlov a posléze i na hradě Wildberg v Horních Rakousích, na území Joštova spojence vévody Albrechta III. Habsburského. Jan Zhořelecký se poté s pomocí pomořanského vévody Svantibora vydal na vojenské tažení proti panské jednotě do jižních Čech. Ačkoliv měl výraznou vojenskou převahu, musel z důvodu nedostatečného zásobení potravinami uspěchaně vyjednat s panskou jednotou propuštění krále Václava IV. za značně nevýhodných podmínek. Jako protihodnotu za propuštění krále požadovala panská jednota vydání významných hradů Křivoklátu, Karlštejna, Žebráku a Zvíkova a také stříbrných dolů v Kutné Hoře. Do doby převzetí moci na těchto místech požadovala panská jednota samotného Jana Zhořeleckého jako rukojmího.

## V nemilosti
Po propuštění vězněného krále začal Jan Zhořelecký upadat v královu nemilost, zejména z důvodu personálních změn, které vykonal v Praze. Král Václav se nemínil nikterak podílet na splácení Janových dluhů, vzniklých vydržováním mocného vojska, zformovaného pro královo osvobození. Těžká finanční tíseň a politická neprozíravost a ústupnost krále Václava přivedla Jana Zhořeleckého k postupnému odklonu od Václava IV. a ke sblížení se s jeho dřívějším protivníkem – panskou jednotou. V lednu 1396 mu král Václav IV. odňal úřad zemského hejtmana.

## Záhadná smrt
Zadlužený Jan se uchýlil do kláštera Neuzelle, kde za podivných okolností ve věku dvaceti pěti let zemřel. 29. února 1396 zcela zdráv ulehl ke spánku a ráno byl nalezen mrtev. Podezření, že byl otráven, nebylo sice dokázáno, ale tato příčina smrti je považována za možnou. Pokud by tomu tak skutečně bylo, podezření by pak mohlo padnout na nejbližší Janovy příbuzné, tedy na Václava IV., Zikmunda Lucemburského, případně na Jošta, kteří všichni mohli mít motiv.

## Genealogie
|                |                           |  |                         |                           |  |  |  |  |  |  |  | Jindřich VI. Lucemburský |
|                |                           |  |                         |                           |  |  |  |  |  |  |  |                          |
|                | Jindřich VII. Lucemburský |  |                         |                           |  |  |  |  |  |  |  |                          |
|                |                           |  |                         |                           |  |  |  |  |  |  |  |                          |
|                |                           |  |                         | Beatrix z Avesnes         |  |  |  |  |  |  |  |                          |
|                |                           |  |                         |                           |  |  |  |  |  |  |  |                          |
|                | Jan Lucemburský           |  |                         |                           |  |  |  |  |  |  |  |                          |
|                |                           |  |                         |                           |  |  |  |  |  |  |  |                          |
|                |                           |  |                         | Jan I. Brabantský         |  |  |  |  |  |  |  |                          |
|                |                           |  |                         |                           |  |  |  |  |  |  |  |                          |
|                | Markéta Brabantská        |  |                         |                           |  |  |  |  |  |  |  |                          |
|                |                           |  |                         |                           |  |  |  |  |  |  |  |                          |
|                |                           |  |                         | Markéta z Dampierre       |  |  |  |  |  |  |  |                          |
|                |                           |  |                         |                           |  |  |  |  |  |  |  |                          |
|                | Karel IV.                 |  |                         |                           |  |  |  |  |  |  |  |                          |
|                |                           |  |                         |                           |  |  |  |  |  |  |  |                          |
|                |                           |  |                         | Přemysl Otakar II.        |  |  |  |  |  |  |  |                          |
|                |                           |  |                         |                           |  |  |  |  |  |  |  |                          |
|                | Václav II.                |  |                         |                           |  |  |  |  |  |  |  |                          |
|                |                           |  |                         |                           |  |  |  |  |  |  |  |                          |
|                |                           |  |                         | Kunhuta Uherská           |  |  |  |  |  |  |  |                          |
|                |                           |  |                         |                           |  |  |  |  |  |  |  |                          |
|                | Eliška Přemyslovna        |  |                         |                           |  |  |  |  |  |  |  |                          |
|                |                           |  |                         |                           |  |  |  |  |  |  |  |                          |
|                |                           |  |                         | Rudolf I. Habsburský      |  |  |  |  |  |  |  |                          |
|                |                           |  |                         |                           |  |  |  |  |  |  |  |                          |
|                | Guta Habsburská           |  |                         |                           |  |  |  |  |  |  |  |                          |
|                |                           |  |                         |                           |  |  |  |  |  |  |  |                          |
|                |                           |  |                         | Gertruda z Hohenbergu     |  |  |  |  |  |  |  |                          |
|                |                           |  |                         |                           |  |  |  |  |  |  |  |                          |
| Jan Zhořelecký |                           |  |                         |                           |  |  |  |  |  |  |  |                          |
|                |                           |  |                         |                           |  |  |  |  |  |  |  |                          |
|                |                           |  | Bogislav IV. Pomořanský |                           |  |  |  |  |  |  |  |                          |
|                |                           |  |                         |                           |  |  |  |  |  |  |  |                          |
|                | Wartislaw IV. Pomořanský  |  |                         |                           |  |  |  |  |  |  |  |                          |
|                |                           |  |                         |                           |  |  |  |  |  |  |  |                          |
|                |                           |  |                         | Markéta z Rügenu          |  |  |  |  |  |  |  |                          |
|                |                           |  |                         |                           |  |  |  |  |  |  |  |                          |
|                | Bogislav V. Pomořanský    |  |                         |                           |  |  |  |  |  |  |  |                          |
|                |                           |  |                         |                           |  |  |  |  |  |  |  |                          |
|                |                           |  |                         | Ulrich I. z Lindow-Rupinu |  |  |  |  |  |  |  |                          |
|                |                           |  |                         |                           |  |  |  |  |  |  |  |                          |
|                | Alžběta z Lindau-Ruppinu  |  |                         |                           |  |  |  |  |  |  |  |                          |
|                |                           |  |                         |                           |  |  |  |  |  |  |  |                          |
|                |                           |  |                         | Adéla ze Schladenu        |  |  |  |  |  |  |  |                          |
|                |                           |  |                         |                           |  |  |  |  |  |  |  |                          |
|                | Alžběta Pomořanská        |  |                         |                           |  |  |  |  |  |  |  |                          |
|                |                           |  |                         |                           |  |  |  |  |  |  |  |                          |
|                |                           |  |                         | Vladislav I. Lokýtek      |  |  |  |  |  |  |  |                          |
|                |                           |  |                         |                           |  |  |  |  |  |  |  |                          |
|                | Kazimír III. Veliký       |  |                         |                           |  |  |  |  |  |  |  |                          |
|                |                           |  |                         |                           |  |  |  |  |  |  |  |                          |
|                |                           |  |                         | Hedvika Kališská          |  |  |  |  |  |  |  |                          |
|                |                           |  |                         |                           |  |  |  |  |  |  |  |                          |
|                | Alžběta Piastovna         |  |                         |                           |  |  |  |  |  |  |  |                          |
|                |                           |  |                         |                           |  |  |  |  |  |  |  |                          |
|                |                           |  |                         | Gediminas                 |  |  |  |  |  |  |  |                          |
|                |                           |  |                         |                           |  |  |  |  |  |  |  |                          |
|                | Aldona Litevská           |  |                         |                           |  |  |  |  |  |  |  |                          |
|                |                           |  |                         |                           |  |  |  |  |  |  |  |                          |
|                |                           |  |                         | Jewna                     |  |  |  |  |  |  |  |                          |
|                |                           |  |                         |                           |  |  |  |  |  |  |  |                          |